# Cercococcyx montanus
Il cuculo codalunga barrato o cuculo codalungo montano (Cercococcyx montanus Chapin, 1928) è un uccello della famiglia Cuculidae.

## Sistematica
Cercococcyx montanus ha due sottospecie:
- Cuculus montanus montanus
- Cuculus montanus patulus

## Distribuzione e habitat
Questo uccello vive in Africa centrale e sudorientale, più precisamente nella Repubblica Democratica del Congo, in Uganda, Ruanda, Burundi, Malawi, Zambia, Zimbabwe e dal Kenya al Mozambico.